# Jean-Yves Berteloot
Pour les articles homonymes, voir Berteloot.
Jean-Yves Berteloot, né le 27 août 1957 à Saint-Omer, est un acteur français.

## Biographie
Après avoir suivi les cours d'une faculté d'anglais, Jean-Yves Berteloot a fait le conservatoire et le théatre national de Lille.
A Paris, il joue au théâtre dans des pièces de Marivaux, Corneille, Miller, Schmitt.
Il débute à la télévision dans un téléfilm de la collection Cinéma 16 Pas perdus de Jean-Daniel Simon.
Il fait sa première apparition au cinéma dans Le Sang des autres de Claude Chabrol, mais tourne beaucoup pour la télévision, se spécialisant dans les personnages inquiétants, tel celui du tueur Pierre Sébastien face à Yves Rénier dans l'épisode de Commissaire Moulin Sous Pression tourné en 2004 et diffusé en août 2006.

## Filmographie

### Cinéma
- 1983 : Le Sang des autres de Claude Chabrol : non crédité
- 1984 : Rive droite, rive gauche de Philippe Labro : un médecin
- 1985 : Le Soulier de satin de Manuel de Oliveira : le deuxième roi
- 1986 : Lévy et Goliath de Gérard Oury : le collègue de Malika
- 1986 : Tenue de soirée de Bertrand Blier : l'homme aux toilettes du night-club
- 1988 : Baptême de René Féret : Pierre Gravey
- 1989 : La Révolution française (première partie : Les Années lumière) de Robert Enrico : comte Axel de Fersen
- 1990 : Un homme et deux femmes de Valérie Stroh : Charles, le mari de Freda
- 1991 : Promenades d'été de René Féret : Stéphane
- 2003 : Les Aveux de l'innocent de Jean-Pierre Améris : le directeur de l'agence d'intérim
- 2003 : L'Heure du déjeuner de Laurent Pédebernard : Court métrage (Les films du Mahana)
- 2003 : L'Enfant du pays de René Féret : André Gravey
- 2003 : Un tueur aux trousses (Quicksand) de John Mackenzie : Vincent Deschamps
- 2005 : Da Vinci Code de Ron Howard : Remy Jean (Rémy Legaludec dans le roman)
- 2010 : Au-delà (Hereafter) de Clint Eastwood : Michel, l'éditeur
- 2011 : Le Génie de la Bastille d'Alysse Allali : le père de Suzanne
- 2012 : Adieu Paris de Franziska Buch : Jean-Jacques Dupret
- 2014 : Supercondriaque de Dany Boon : Anton Miroslav
- 2014 : Libre et assoupi de Benjamin Guedj : le père de Sébastien
- 2014 : Terre battue de Stéphane Demoustier : Sardi
- 2014 : La prochaine fois je viserai le cœur de Cédric Anger : Lacombe
- 2019 : Le Chant du loup d'Abel Lanzac : chef du Centre d'interprétation et de reconnaissance acoustique (CIRA) (Toulon)
- 2020 : BAC Nord de Cédric Jimenez : Yvon
- 2022 : Novembre de Cédric Jimenez : chef DGSE
- 2023 : À la belle étoile de Sébastien Tulard : Massena
- 2023 : 3 Jours max de Tarek Boudali : Instructeur des Services Secrets
- 2025 : Ad vitam de Rodolphe Lauga : Général du GIGN.

### Télévision (sélection)

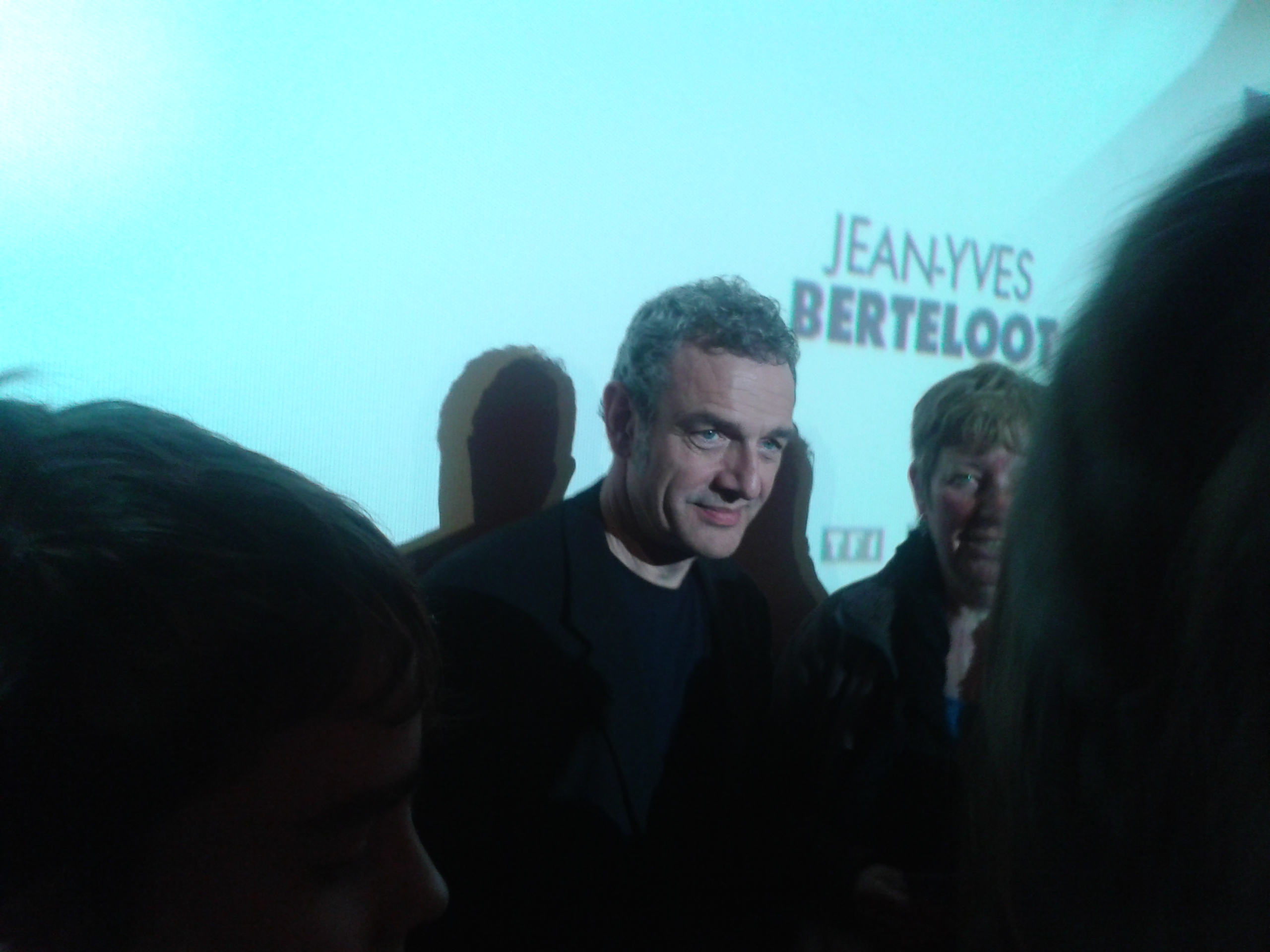
Jean-Yves Berteloot lors de l'avant-première de Supercondriaque, le 25 janvier 2014 au cinéma, à Hénin-Beaumont.

- 1983 : Cinéma 16 épisode De terre et de sang
- 1992 : De terre et de sang (Dust and Blood) de Jim Goddard (en) : Arnaud d'Aubrac
- 1993 : La Vérité en face de Étienne Périer : Jean-Jacques
- 1996 : Cœur de cible de Laurent Heynemann : J3
- 1996 : L'Année du certif de Jacques Renard : Victor Boucheron
- 1996 : L'Orange de Noël de Jean-Louis Lorenzi : Pierre
- 1997 : Le Grand Batre de Frédérique Hébrard : Guilhem
- 1997 : Une soupe aux herbes sauvages de Alain Bonnot
- 1998 : Manège de Charlotte Brändström : Enzo
- 1999 : Hornblower de Patrick Harbinson : Etienne de Vergrasse (épisode 3 : The Duchess and the Devil)
- 1999 : Joséphine, ange gardien de Dominique Baron : Simon (saison 3, épisode 1 : La part du doute)
- 2000 : Les Cordier, juge et flic : Maître Loriol (épisode Crime de cœur)
- 2001 : Les Voies du paradis de Stéphane Kurc (TV) : Robert Cahuzac
- 2001 : L'été de Chloé : Richard
- 2001 : Sables mouvants de Laurent Dussaux: Vincent Deschamps
- 2002 : L'Enfant des lumières de Daniel Vigne : D'Agincourt
- 2003 : La Tranchée des espoirs de Jean-Louis Lorenzi : Pierre Delpeuch
- 2003 : Fruits mûrs de Luc Béraud : Rochereau
- 2003 : Mon voisin du dessus de Laurence Katrian : André
- 2003 : Corps et âmes de Laurent Carcélès : Legris
- 2004 : La Ronde des Flandres d'André Chandelle : Jacky Vassens
- 2004 : Le fond de l’air est frais de Laurent Carcélès
- 2005 : Disparition de Laurent Carcélès : Didier
- 2005 : Le Grand Charles de Bernard Stora : Léon Delbecque
- 2005 : Commissaire Moulin de Claude Boissol : Pierre Sébastian (épisode Sous Pression)
- 2006 : Hiver 1945 (Die Flucht) de Kai Wessel (en) : François Beauvais
- 2007 : La Dernière prophétie (de) de Rainer Matsutani (de) : Andrea Conti
- 2007 : Ondes de choc de Laurent Carcélès : François Pernelle
- 2007 : Les Mariées de l'isle Bourbon de Euzhan Palcy : Michel Blancpain
- 2008 : Terre de lumière de Stéphane Kurc : l'inspecteur Le Hennin
- 2010 : Diane, femme flic de Marie Guilmineau : Alexandre Vanier (épisodes Alliances et Voir Bollywood et mourir)
- 2010 : La Maison des Rocheville de Jacques Otmezguine : Jacques Vigier
- 2010 : Joséphine, ange gardien : Xavier Mareuil (saison 12, épisode 8 : Ennemis jurés)
- 2010 : 1788... et demi d'Olivier Guignard : Raphaël
- 2011 : Rouge Diamant d'Hervé Renoh : Pascal Leroy dit Scallie
- 2011 : Moi et ses ex de Vincent Giovanni : Jean-Paul
- 2011 : Jeanne Devère de Marcel Bluwal : Victor Devère
- 2011 : Louis XVI, l'homme qui ne voulait pas être roi de Thierry Binisti : Turgot
- 2011 : Le Secret de l'Arche de Tobi Baumann (de) : Clément de Lusignan
- 2012 : Un été en Alsace (de) de Michael Keusch (de) : Marc
- 2012 : Métal Hurlant Chronicles : Molan Droog
- 2012 : L'Homme de ses rêves de Christophe Douchand
- 2013 : Les Limiers d'Alain DesRochers : Marco Van Der Saar
- 2013 : Section de recherches d'Éric Le Roux : Commandant Ferry (saison 7, épisode 2 : Attraction Fatale)
- 2014 : Toi que j'aimais tant d'Olivier Langlois : Fred
- 2015 : Caïn : Valentin Zuycker (saison 3)
- 2015 : Le Baiser de Valentine (Valentine's Kiss) de Sarah Harding : Daniel Barras
- 2015 : L'enfant de mes rêves de Sigi Rothemund : Rick Withers
- 2016 : Alerte Cobra : Dufourquet (saison 39, épisode 1 : Compte à rebours)
- 2016 : Meurtres sur le lac Léman de Jean-Marc Rudnicki : Louis Jolly
- 2017 : La Vie devant elles de Gabriel Aghion : Me Mercier (saison 2)
- 2017 : On va s'aimer un peu, beaucoup... de Julien Zidi : Pierre Favier
- 2018 : Unterwerfung de Titus Selge : Steve
- 2019 : Olivia de Thierry Binisti : Guillaume de Chambure
- 2019 : Crimes parfaits : Pr. Jean-Pierre David (saison 2, épisode 10 : À cœur ouvert)
- 2020 : Toute la vérité (in wahrheit / Jagdfieber) Justice pour Nadine de Thomas Roth (de) : Jérôme Lambert
- 2021 : Mongeville : Pierre Lancien (épisode Béton armé)
- 2023 : Alerte Cobra : Arthur Bishop (saison 49, épisode 1 : Coopération transfrontalière)

## Doublage

### Cinéma

#### Films
- 1999 : Ghost Dog : La Voie du samouraï de Jim Jarmush : Ghost Dog (Forest Whitaker)
- 2006 : Munich de Steven Spielberg : Steve (Daniel Craig)
- 2007 : La Légende de Beowulf de Robert Zemeckis : Beowulf (Ray Winstone)
- 2008 : Deux Sœurs pour un roi de Justin Chadwick : Henri VIII d'Angleterre (Eric Bana)
- 2023 : 3 Jours max de Tarek Boudali : L'instructeur des services secrets
- 2025 : Ad Vitam de Rodolphe Lauga : Général GIGN

## Théâtre
- 1982 : Les Bas-fonds de Maxime Gorki, mise en scène Gildas Bourdet, théâtre de la Salamandre Tourcoing, Festival d'automne à Paris au théâtre Gérard-Philipe
- 1985 : Une station service de Gildas Bourdet, mise en scène de l'auteur, Théâtre de La Salamandre, Théâtre de la Ville
- 1986 : Les Crachats de la lune de Gildas Bourdet, mise en scène de l'auteur, théâtre de La Salamandre, théâtre de la Ville
- 1988 : Mort d'un commis voyageur d'Arthur Miller, mise en scène Marcel Bluwal, théâtre national de l'Odéon, théâtre de Nice
- 1991 : Tableau d'une exécution et Le Jardin d'agrément d'Howard Barker et Catherine Zambon, mise en scène Simone Amouyal, Petit Odéon
- 1993 : Passions secrètes de Jacques-Pierre Amette, mise en scène Patrice Kerbrat, théâtre Montparnasse
- 1999 : Hôtel des deux mondes d'Éric-Emmanuel Schmitt, mise en scène Daniel Roussel, théâtre Marigny